# ZX Microdrive

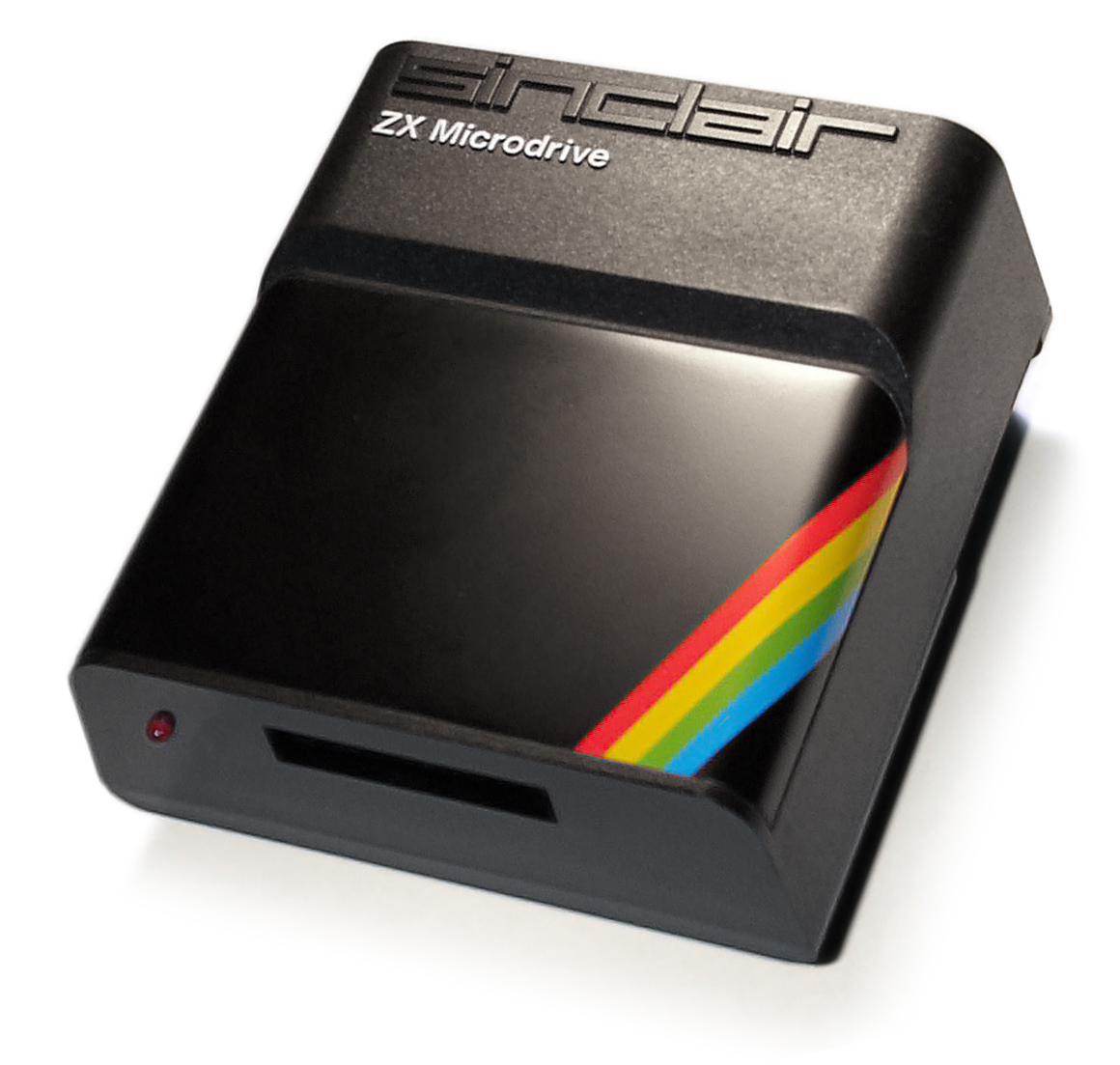
Acionador ZX Microdrive.

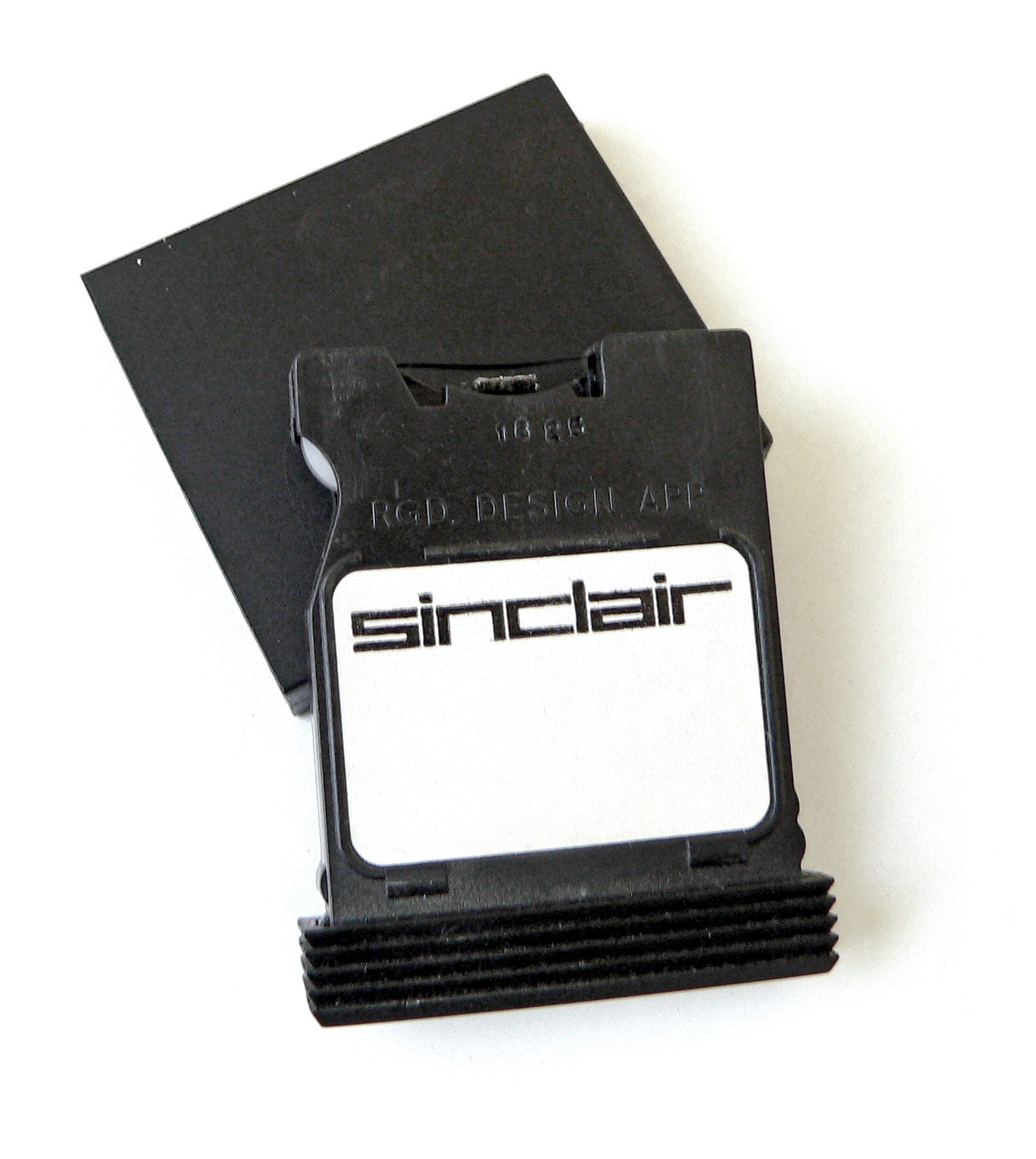
Cartucho microdrive.

O ZX Microdrive é um sistema de armazenamento em fita magnética lançado em julho de 1983 pela Sinclair Research para o computador doméstico ZX Spectrum. A tecnologia Microdrive foi posteriormente usada nos computadores pessoais Sinclair QL e ICL One Per Desk.